# Capgrossos de Girona
Alguns dels capgrossos més antics de la ciutat de Girona estan conservats al Museu d'Història de Girona. Aquests es troben a l'entrada del museu, i estan acompanyats de dos gegants, una àliga i del Tarlà de l'Argenteria.
Els capgrossos tal com els coneixem actualment es van incorporar a la segona meitat del segle xix. Amb l'arribada dels capgrossos a la imatgeria festiva de Girona es va recuperar el seu to més alegre i festiu. Des de l'aparició d'aquests primers capgrossos la ciutat ha tingut 34 capgrossos diferents agrupats en sis comparses. Es tracta de figures de cartró, material molt vulnerable que ha provocat que els capgrossos es deterioressin ràpidament i s'haguessin de substituir cada poques dècades.

## Els capgrossos conservats són els següents

### L'Esquivamosques

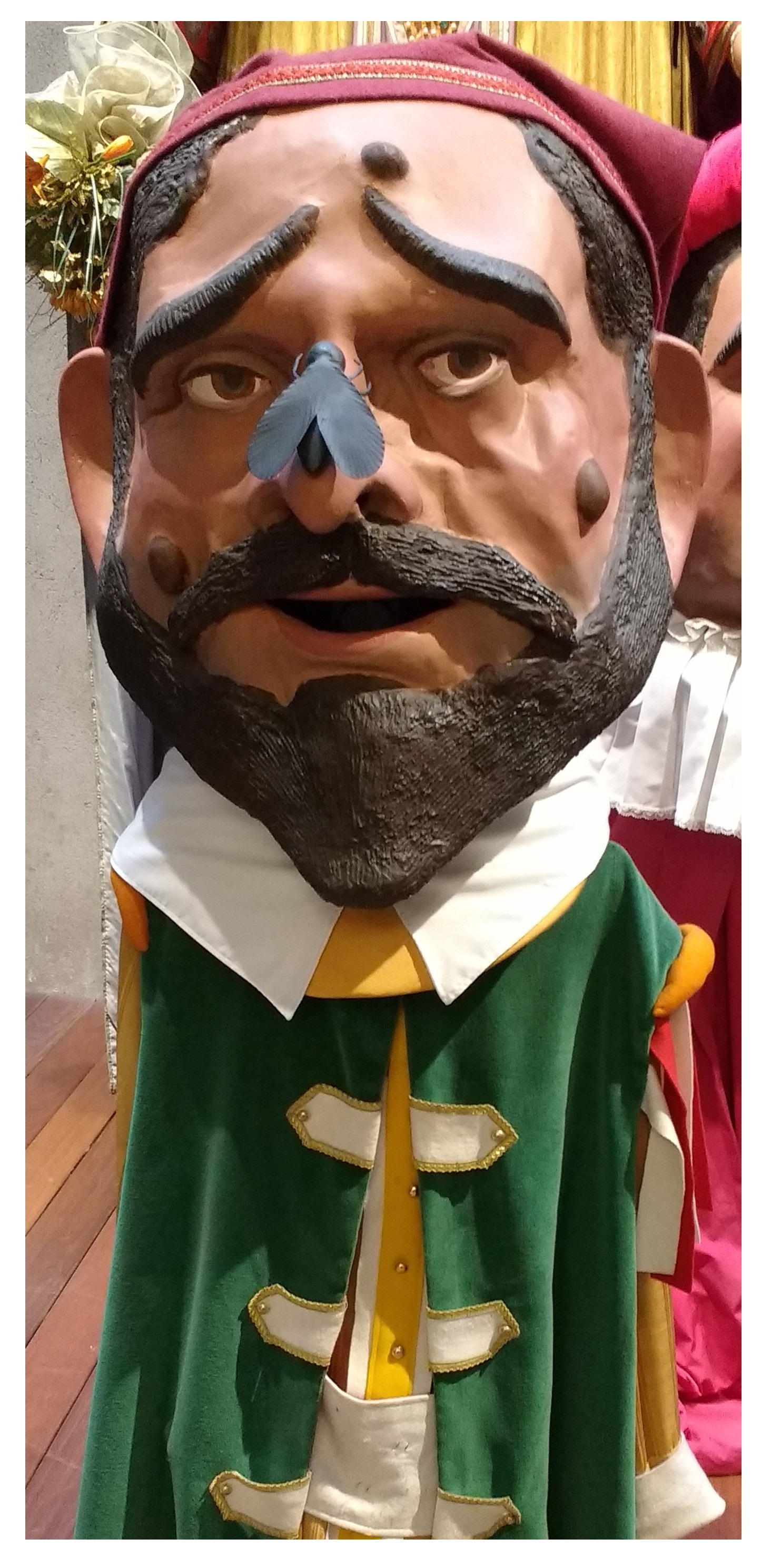

L'esquivamosques és la unió de dos capgrossos anteriors: l'Esquivamosques i en Berruga. El tret característic d'aquest capgros és la mosca que té al nas. Aquesta fa referència a la dita catalana "tenir la mosca al nas" (que significa estar enfadat) i també a la llegenda de Sant Narcís i les Mosques. Aquest capgros és l'únic que no té parella. Va tot sol davant del grup obrint el camí, amb l'ajuda d'un flit i un matamosques. L'esquivamosques se'l relaciona amb l'església de Sant Feliu, ja que és el lloc on hi ha les restes de Sant Narcís. També hi ha un carrer anomenat carrer de les Mosques.

### El Mercader i l'Argentera

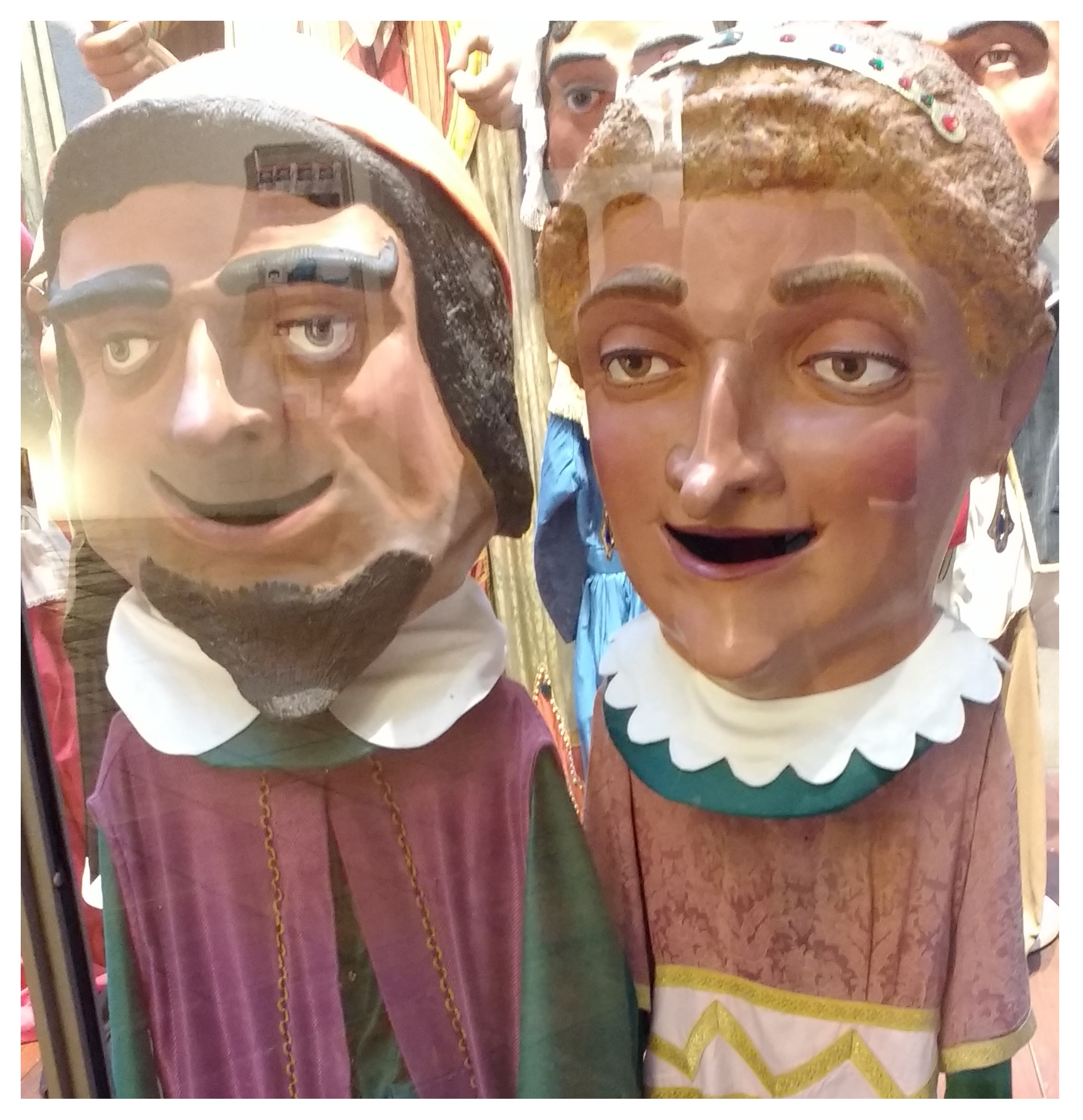

Aquests dos capgrossos fan referència als comerciants de la ciutat. En primer lloc, hi ha el Mercader que està representat per un prestador jueu, el seu atribut és una bossa plena de diners. El seu nas és llarg i punxegut i porta una barba retallada. En segon lloc, hi ha l'Argentera relacionada amb el carrer de l'argenteria, lloc on hi havia els artesans dedicats a treballar els metalls preciosos. Es tracta d'una dona benestant, que va molt arreglada i porta joies, una diadema i arrecades. Representa la burgesia ciutadana.

### El Merdisser i la Marieta de les Cols

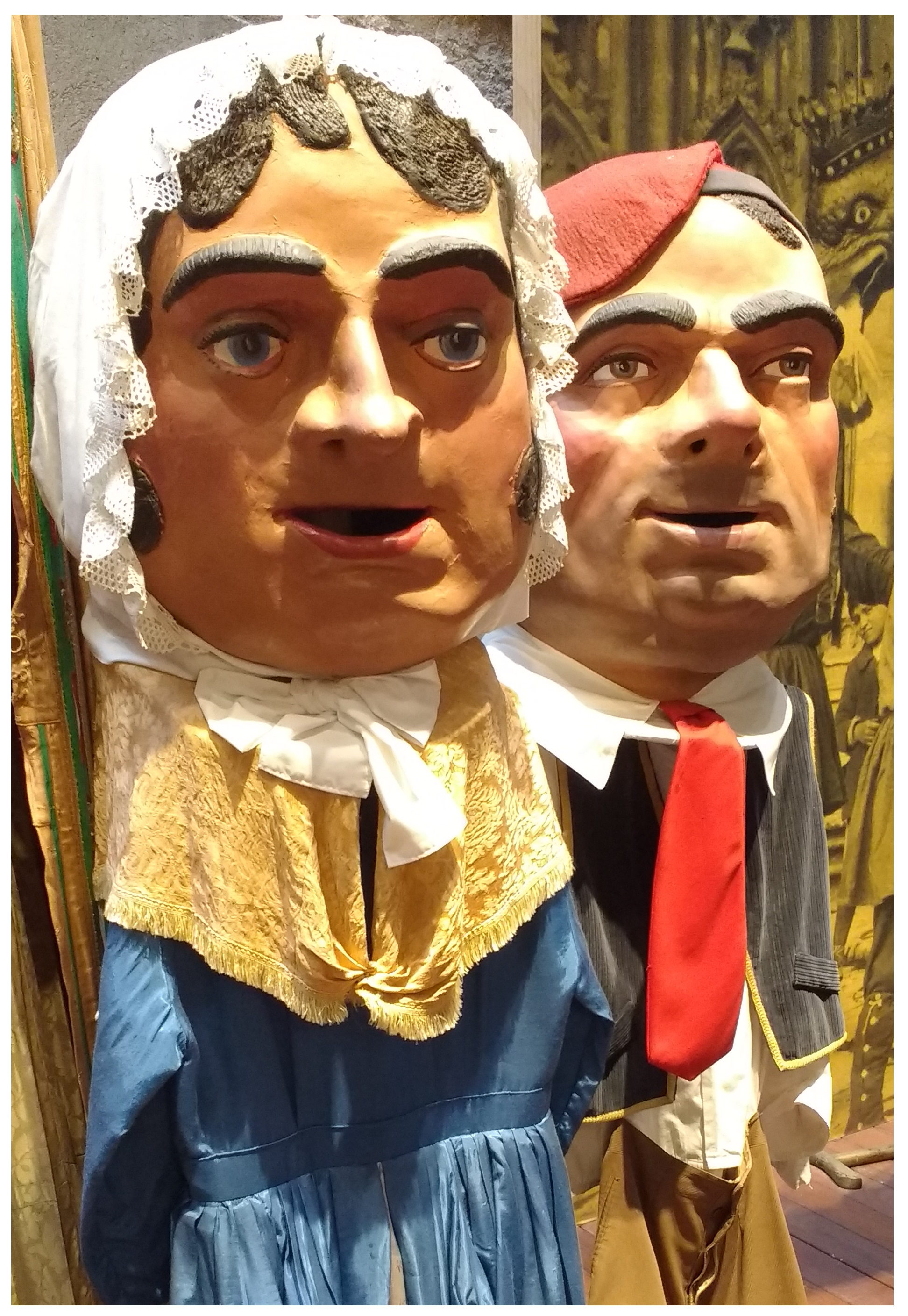

Aquests capgrossos representen els mercats que hi havia als carrers i a les places de la ciutat. El merdisser era l'encarregat de vendre fems, vinculat al barri del Mercadal. Sempre porta una forca, sempre va vestit de pagès endiumenjat. La Marieta de les Cols fa referència al mercat de queviures. Va vestida amb colors llampants i porta un cistell amb cols. Està inspirada amb una pagesa popular que hi havia a una parada d'hortalisses.

### El Ciutadà i la Beneta de la Força

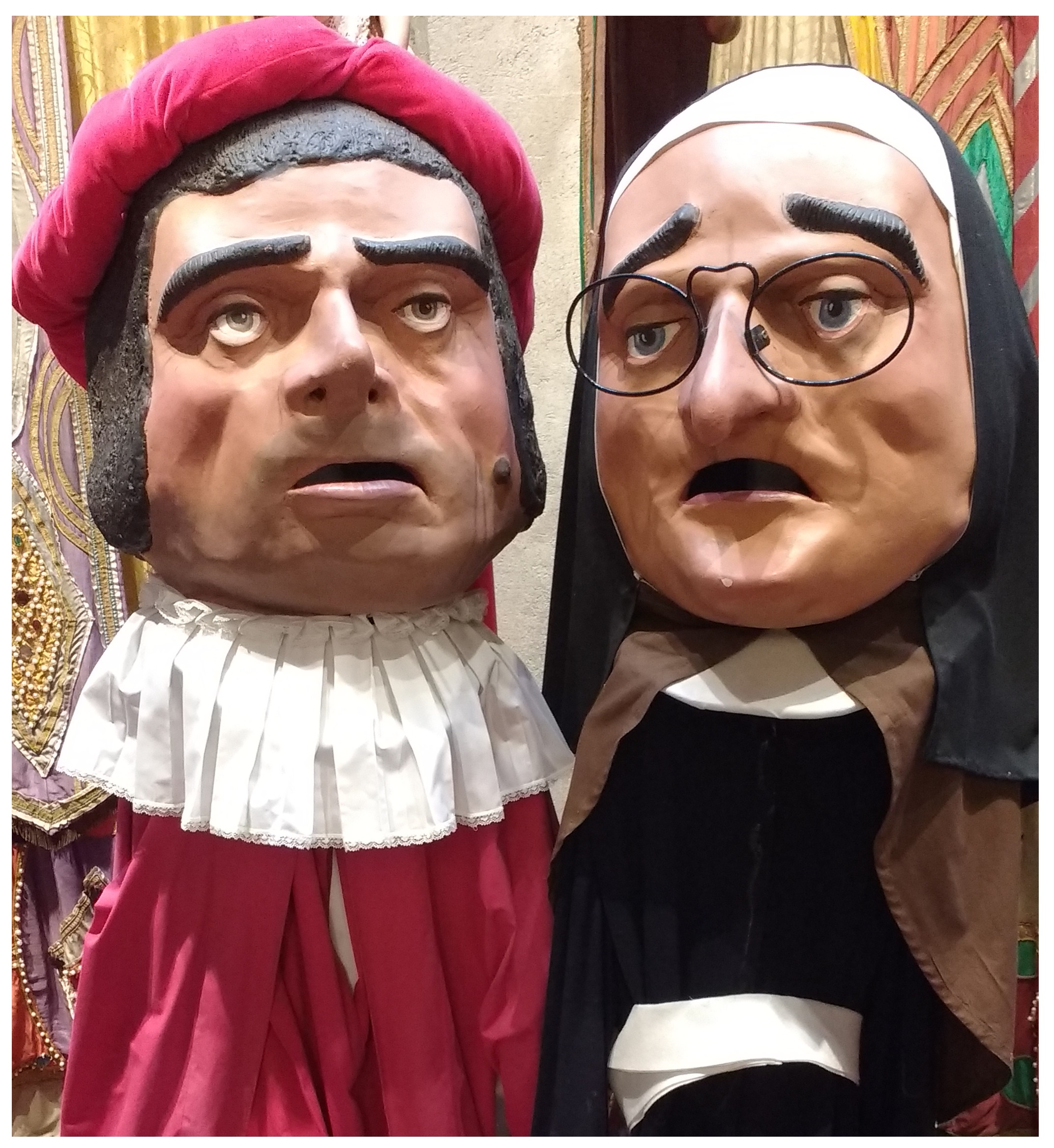

El Ciutadà personifica el poder civil i representa a tots els ciutadans de Girona. Està relacionat amb el carrer dels Ciutadans (d'època medieval). Va acompanyat d'una vara com a símbol de la seva autoritat. La roba que porta és pròpia dels jurats de la ciutat. La Beneta de la Força fa referència al poder religiós de la ciutat, es tracta d'una monja de l'ordre de les benetes. Va vestida amb un hàbit de color blau mari i porta el nom del carrer de la Força. Aquest carrer era l'eix vertebrador de la Girona antiga i medieval.

### El Ballester i la Pericota

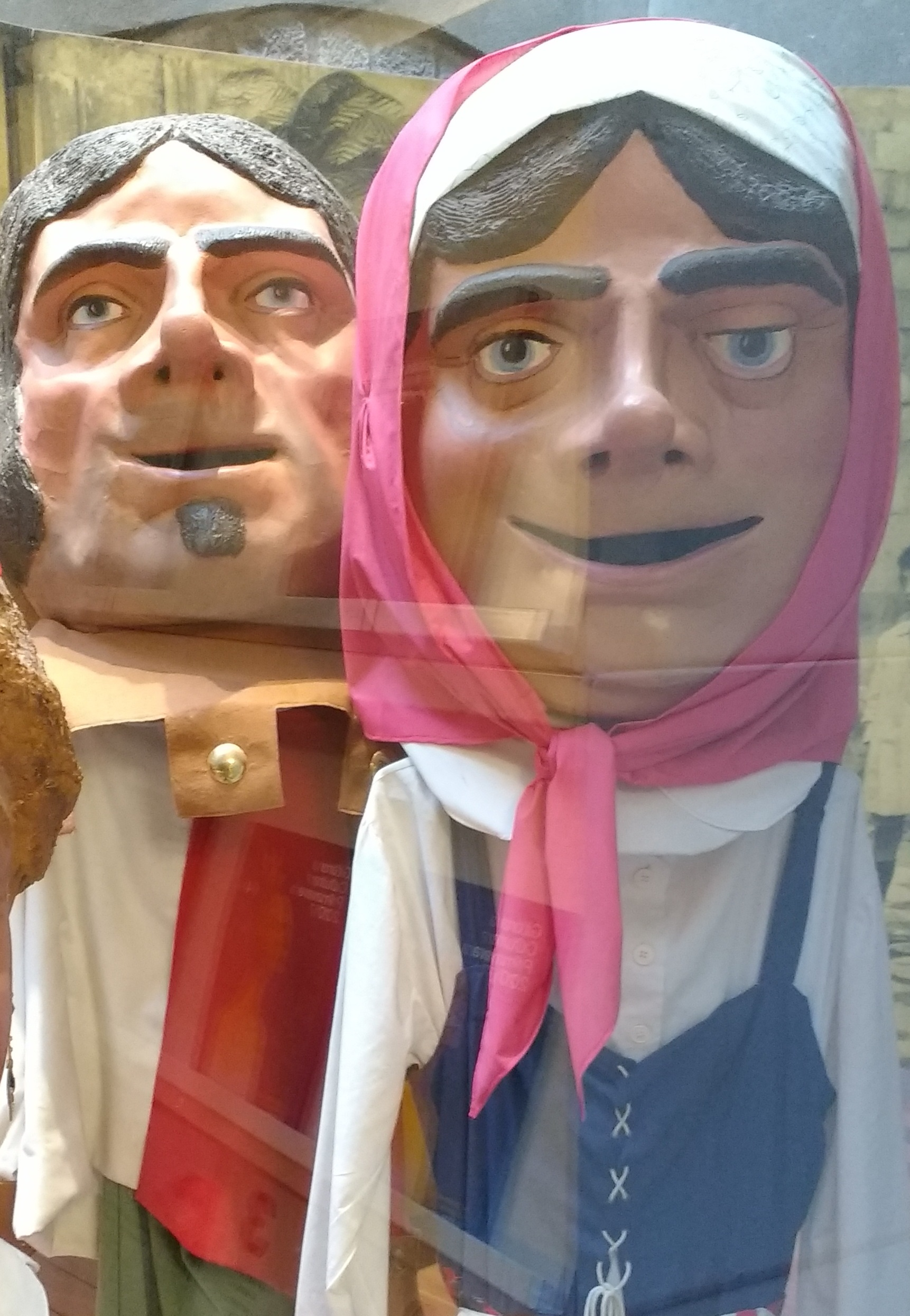

Són els capgrossos més joves. El Ballester és un soldat encarregat de vigilar i protegir la ciutat a través de les muralles de Girona. Va vestit amb un uniforme a la manera medieval i sempre porta una ballesta de fusta. La Pericota és una noia riallera que porta el nom de la Font més antiga de la Vall de Sant Daniel. Va vestida de forma ben mudada i porta un càntir a les mans.

### El tricorni i la dona amb còfia

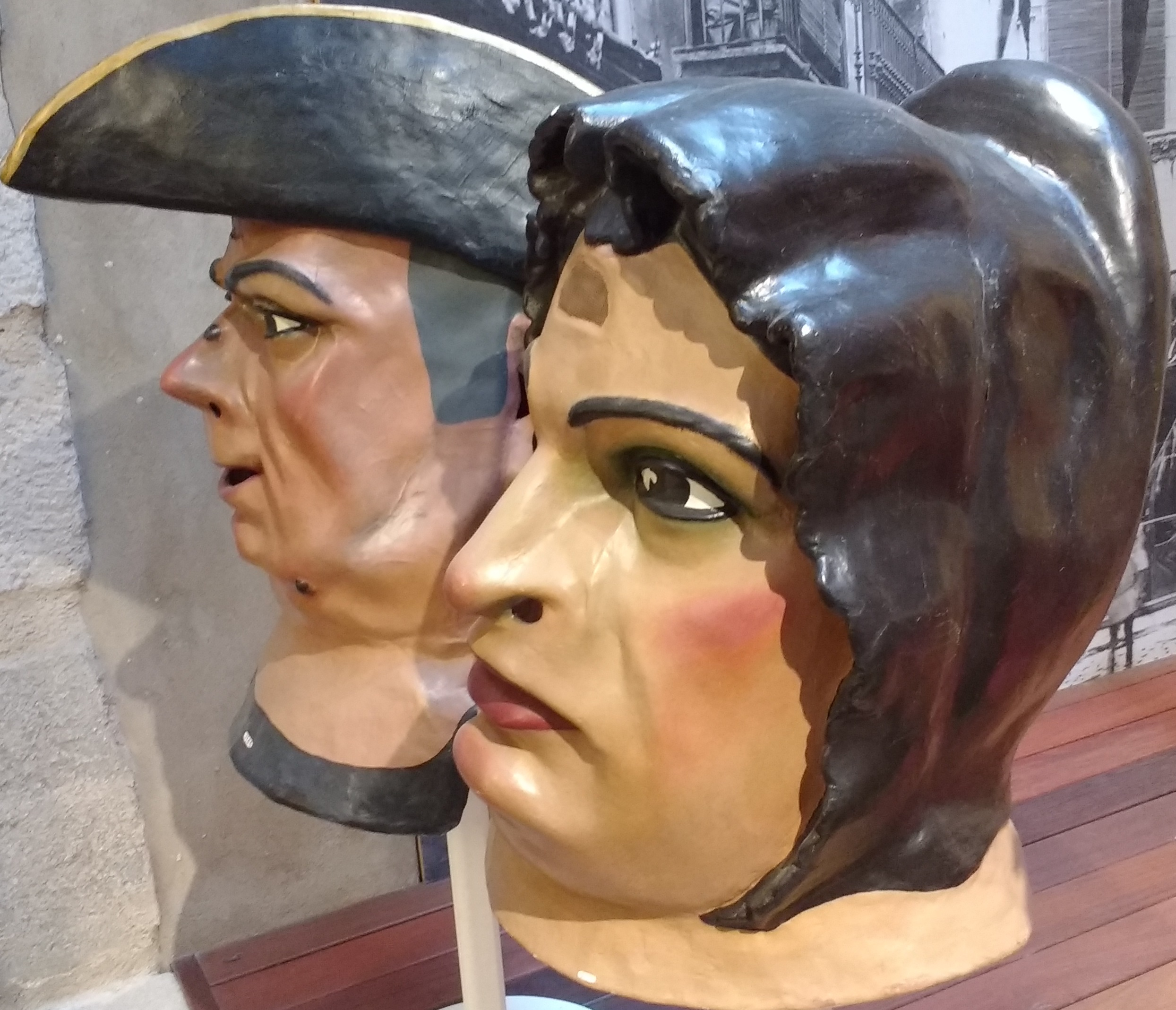

Formen part de la tercera comparsa de capgrossos, van ser adquirits el 1890 a la Casa Escaler de Barcelona.
La característica d'aquests cap grossos són: la dona porta una còfia al cap i l'home porta un barret amb forma de tricorni. No hi ha els vestits que portaven.